# جون غراهام (عالم سياسة)
جون غراهام (بالإنجليزية: John Graham)‏ هو عالم سياسة أمريكي، ولد في 1956 في بيتسبرغ في الولايات المتحدة.

## وصلات خارجية
- الموقع الرسمي